# Sân vận động Miyagi
Sân vận động Miyagi (宮城スタジアム Miyagi Sutajiamu), còn được gọi là Sân vận động Q&A Miyagi (キューアンドエースタジアムみやぎ Kyūandoēsutajiamu Miyagi) vì lý do tài trợ, là một sân vận động thể thao và bóng đá ở thị trấn Rifu thuộc tỉnh Miyagi, Nhật Bản. Sân vận động có sức chứa 49.133 chỗ ngồi. Mái che hình lưỡi liềm kéo dài qua mép sân vận động nhằm gợi nhớ đến hình ảnh của Date Masamune, một daimyō của tỉnh Mutsu, bao gồm cả tỉnh Miyagi ngày nay.

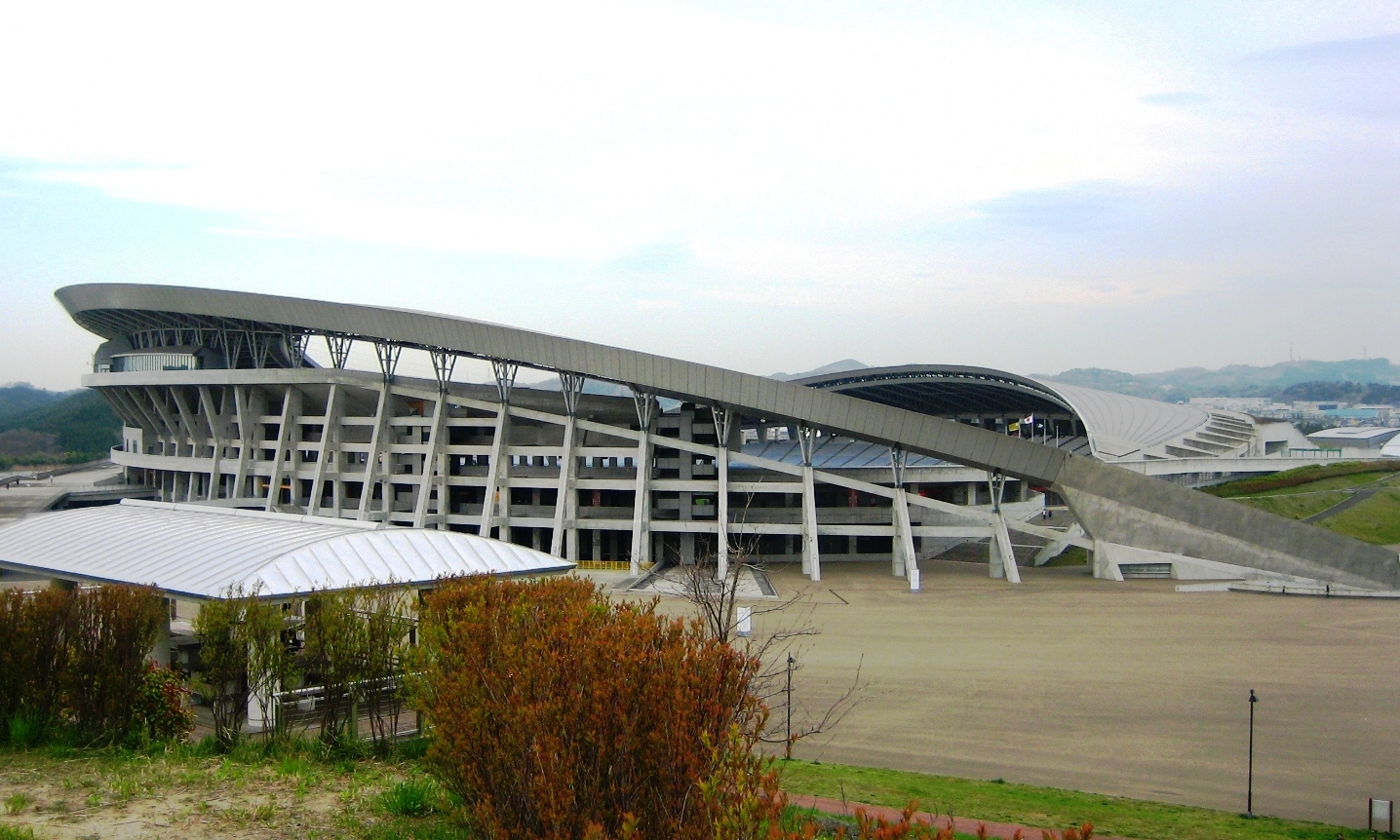

Sân vận động Miyagi đã tổ chức ba trận đấu trong World Cup 2002, và cũng là nơi tổ chức Đại hội Thể thao Quốc gia Nhật Bản lần thứ 56 vào năm 2001. Đây là một trong những sân vận động tổ chức các trận đấu môn bóng đá của Thế vận hội Mùa hè 2020.
Ngoài ra, Sân vận động Miyagi cũng đã tổ chức sáu trận đấu tại Giải vô địch bóng đá nữ U-20 thế giới 2012 và sân đã trở thành sân vận động đầu tiên (và là sân vận động duy nhất cho đến nay) tổ chức các trận đấu ở cả Giải vô địch bóng đá thế giới của bóng đá nam và Giải vô địch bóng đá nữ U-20 thế giới của bóng đá nữ.
Mặt sân bóng đá được bao quanh bởi đường chạy điền kinh chín làn. Một màn hình video lớn và bảng điểm được lắp đặt ở đầu khán đài phía bắc.

## Các trận đấu Giải vô địch bóng đá thế giới 2002
| Ngày                | Đội #1    | Kết quả | Đội #2     | Vòng        |
| ------------------- | --------- | ------- | ---------- | ----------- |
| 9 tháng 6 năm 2002  | México    | 2–1     | Ecuador    | Bảng G      |
| 12 tháng 6 năm 2002 | Thụy Điển | 1–1     | Argentina  | Bảng F      |
| 18 tháng 6 năm 2002 | Nhật Bản  | 0–1     | Thổ Nhĩ Kỳ | Vòng 16 đội |

## Các trận đấu Giải vô địch bóng đá nữ U-20 thế giới 2012
| Ngày                | Đội #1      | Kết quả | Đội #2      | Vòng   |
| ------------------- | ----------- | ------- | ----------- | ------ |
| 19 tháng 8 năm 2012 | New Zealand | 2–1     | Thụy Sĩ     | Bảng A |
| 19 tháng 8 năm 2012 | Nhật Bản    | 4–1     | México      | Bảng A |
| 22 tháng 8 năm 2012 | México      | 2–0     | Thụy Sĩ     | Bảng A |
| 22 tháng 8 năm 2012 | Nhật Bản    | 2–2     | New Zealand | Bảng A |
| 27 tháng 8 năm 2012 | Đức         | 3–0     | Hoa Kỳ      | Bảng D |
| 27 tháng 8 năm 2012 | Na Uy       | 4–1     | Argentina   | Bảng C |